# 18497 Nevězice
18497 Nevězice là một tiểu hành tinh vành đai chính với chu kỳ quỹ đạo là 1256.7356668 ngày (3.44 năm).
Nó được phát hiện ngày 11 tháng 6 năm 1996.